# Marmolada
La Marmolada (Ladí: Marmoleda, Alemany: Marmolata) és una muntanya de 3.343 metres que es troba al nord-est d'Itàlia, i és el cim més alt de la serralada de les Dolomites.
Paul Grohmann, juntament amb Angelo Dimai i F. Dimai, en va realitzar la primera ascensió l'any 1864, a través de la ruta nord.
El nom de Marmolada podria provenir de la paraula llatina marmor, significant « marbre » o « pedra » en un sentit més general, o bé d'una arrel indoeuropea testificada pel grec marmar, que significa « brillar ».

## Geografia

### Situació
La Marmolada està situada entre la Vall de Fassa i el Cordevole, a la frontera entre les províncies de Belluno i de Trento, al nord-est d'Itàlia.

### Topografia
La seva cima és constituïda de diversos pics, entre els quals Punta Penia (3.342 m, punt culminant), Punta Rocca (3.309 m), Punta Obretta (3.230 m), Monte Serauta (3.069 m), i Pizzo Serauta (3.035 m). La glacera homònima és la més extensa de les Dolomites. Quan esclata la Primera Guerra Mundial, la frontera austro-italiana passava llavors al llarg de la Marmolada, que es converteix en teatre de combats, com ho confirmen les posicions encara visibles en el vessant nord.

### Cims principals
- Punta Penia - 3343 m
- Punta Rocca - 3309 m
- Punta Ombretta - 3230 m
- Gran Vernel - 3210 m
- Piccolo Vernel - 3098 m
- Sasso Vernale - 3058 m
- Piz Serauta - 3035 m
- Piz de Guda - 2134 m
- Punta Cornates - 3029 m
- Cima Ombretta - 3011 m
- Cima dell'Uomo - 3010 m
- Sasso di Valfredda - 3009 m
- Cima Ombrettòla - 2931 m
- Monte Fop - 2892 m
- Monte La Banca - 2875 m
- Il Colac - 2715 m
- Punta della Vallaccia - 2637 m
- Cima d'Auta orientale - 2624 m
- Cima d'Auta occidentale - 2602 m
- Cima Barbacin - 2524 m
- l'Auta - 2545 m
- Padon - 2512 m
- Iigogn - 2389 m
- Sas Bianch - 2407 m

## Història
Durant la Primera Guerra Mundial, la Marmolada marcava una part del front italo-austríac i la muntanya era el teatre d'afrontaments, com en testifiquen les posicions encara visibles sobre les cares és i nord. Per defensar-se, els austríacs van excavar fins i tot a la glacera un laberint de túnels anomenat « la ciutat de gel » (avui desaparegut a causa dels moviments naturals).
El 6 de juliol de 2018, a petició de la municipalitat de Canazei, la frontera entre les regions del Vèneto i del Trentino-Alto-Adige ha estat desplaçada sobre la línia de repartiment de les aigües (sobre la cresta de la cimera), assignant així la quasi-totalitat de la glacera al Trentino i deixant la cara vertiginosa sud de la muntanya a la província de Belluno.

### Muntanyisme

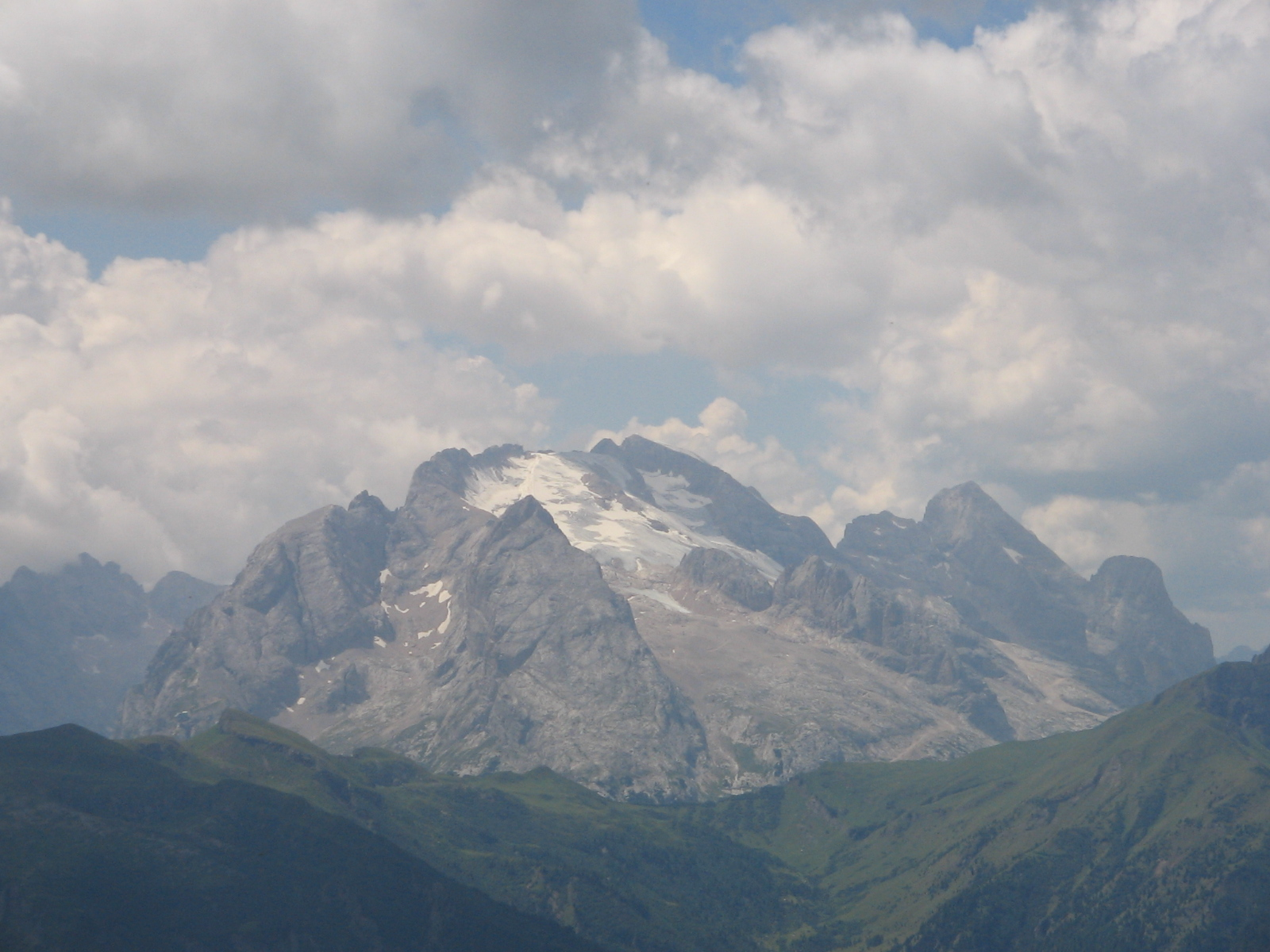
Vessant nord de la Marmolada i glacera

- 1802 - Primera temptativa per don Giuseppe Terza, capellà de Pieve di Livinallongo, que desapareix en una esquerda el 2 d'agost.
- 1856 - Pellegrino Pellegrini, primer guia de les Dolomites, porta Gian Antonio de Manzoni, Antonio Marmolada, Pietro Mugna i don Lorenzo Nicolai al Pizzo Serauta, el 26 d'agost.
- 1860 - Conquesta de la Punta Rocca per John Ball i Victor Tairraz.
- 1864 - Primera ascensió de la Punta Penia per Paul Grohmann, Pellegrino Pellegrini, Angelo Dimai i Fulgenzio Dimai, pel vessant nord, el 28 de setembre.
- 1878 - Vessant oest per Alberto de Falkner i Cesare Tomé.
- 1884 - Primera travessa de la Marmolada, de la Punta Rocca a la Punta Penia, per Emil Zsigmondy, Otto Zsigmondy i Ludwig Purtscheller.
- 1901 - Cara sud per Michele Bettaga i Bortolo Zagonel.
- 1929 - Pilar sud de la Punta Penia per Demeter Christomannos, Luigi Micheluzzi i Roberto Peratoner.
- 1936 - Cara sud-est de la Punta Penia per Gino Soldà i Umberto Conforto, del 29 al 31 d'agost i en trenta-sis hores d'escalada.
- 1936 - Cara sud de la Punta Rocca per Giovanni Battista Vinatzer i Ettore Castiglioni.
- 1964 - Obertura de la via de l'Ideal a la Punta Ombretta per Armando Aste i Franco Solina en cinquanta-quatre hores i amb cinc bivacs.
- 1969 - Variant de la via Vinatzer en sortida directa per Reinhold Messner sol.